# Лёд 3
«Лёд 3» — российская музыкальная спортивная романтическая комедийная драма режиссёра Юрия Хмельницкого, для которого проект стал дебютной полнометражной работой. В главных ролях остались Александр Петров и Мария Аронова, к ним также присоединились Анна Савранская и Степан Белозёров. Это третья и заключительная часть российской трилогии.
В российский прокат фильм вышел в День Святого Валентина, 14 февраля 2024 года, как и предыдущие работы трилогии. Телевизионная премьера фильма состоялась 8 марта 2025 года на телеканале Россия-1.
Фильм является продолжением историй «Лёд» и «Лёд 2», как и его предшественники, он стал блокбастером и собрал в прокате более 1.855 миллиарда рублей, став кассовым успехом, а также получил положительные отзывы критиков.

## Сюжет
Фильм начинается с истории взросления дочери Александра Горина — Надежды, нам показывают основные моменты её жизни до 18-летия: личная жизнь, успехи и неудачи, выпускной. Однако во время одной из тренировок Горина получает серьёзную травму, и врачи заявляют, что после такой травмы путь в большой спорт закрыт. Надя не сдавалась, и после изнурительных тренировок ей удаётся победить недуг и вернуться в спорт. Также выясняется, что Ирина Сергеевна тяжело больна. Надя сильно переживает за своего любимого тренера, которая также заменила ей мать.
Тренер хоккейной команды — Сергей Иванович получает повышение. Должность тренера он отдаёт Александру. А тем временем к команде присоединяется Сергей Орлов, который в результате некоторых обстоятельств вынужден временно играть в команде вместе с Александром Гориным в Иркутске.
Когда Надежда Горина получает очередную травму во время тренировок, её отец, Александр Горин, запрещает ей тренироваться и выходить на лёд. Тогда она начинает тренироваться самостоятельно и тайно, и во время одной из тренировок встречает Сергея Орлова. Главные герои начинают встречаться, постепенно их отношения перерастают в серьёзные чувства.
Сергей помогает Наде тренироваться, чтобы выиграть награду, которую так хотела выиграть её мать. Чтобы тренировки были максимально эффективными, Орлов обращается за помощью к Ирине Сергеевне, от которой, как от тренера, Надя отказалась, чтобы та начала курс лечения онкологии. Тренировки дают свои плоды, и Гориной удаётся превзойти саму себя.
Отношения Александра Горина и Серёжи сначала не ладятся, но со временем, поверив в серьёзность намерений парня своей дочери, он даёт добро на их отношения.
В финальной сцене на совместном обеде за столом присутствуют Александр Горин, Ирина Сергеевна, победившая болезнь, Надя и Серёжа. Последние заявляют о намерении жить вместе.

## В ролях
| Актер               | Роль                                | Примечание                                   | Дополнение |
| ------------------- | ----------------------------------- | -------------------------------------------- | ---------- |
| Александр Петров    | Александр Аркадьевич Горин          | хоккеист, тренер команды                     | [ 12 ]     |
| Мария Аронова       | Ирина Сергеевна Шаталина            | тренер Нади                                  | [ 13 ]     |
| Анна Савранская     | Надежда Александровна Горина        | фигуристка, дочь Александра Горина           | [ 3 ]      |
| Степан Белозёров    | Сергей Орлов                        | хоккеист из Москвы, парень Нади              | [ 4 ]      |
| Сергей Лавыгин      | Сергей Иванович                     | тренер команды, заместитель президента клуба | [ 14 ]     |
| Елена Николаева     | Тамара Бежанова                     | тренер из Москвы                             |            |
| Виталия Корниенко   | Надежда Александровна Горина        | в детстве                                    |            |
| Аглая Тарасова      | Надежда Михайловна Горина (Лапшина) | мать Надежды Гориной                         | [ 15 ]     |
| Сергей Беляев       | Реутов                              | хоккеист                                     |            |
| Василий Копейкин    | Симонов                             | хоккеист                                     |            |
| Вероника Жилина     | Альбина                             | фигуристка                                   | [ 16 ]     |
| Василий Мичков      |                                     | нутрициолог                                  |            |
| Олег Назаров        |                                     | медик                                        |            |
| Евгений Сангаджиев  | Шелепихин                           | врач в хоккейном клубе                       |            |
| Андрей Фомин        |                                     | менеджер                                     |            |
| Константин Тополага |                                     | владелец клуба                               |            |
| Александр Усердин   |                                     | главврач                                     |            |

## Съёмки
Съёмки фильма начались в марте 2023 года на озере Байкал, в момент, когда лёд кристально чистый, а людей в радиусе километра нет. Главным сценаристом картины выступил Андрей Золоторёв, а генеральным продюсером — Фёдор Бондарчук. Бюджет фильма — 500 млн рублей.

## Прокат и кассовые сборы
Премьера фильма «Лёд 3» прошла 13 февраля 2024 года в Москве в кинотеатре КАРО «Октябрь».
Фильм за первые десять дней проката собрал один миллиард рублей.

## Восприятие
Фильм «Лёд 3» вызвал положительные отзывы критиков благодаря своей драматической составляющей, качественной игре актёров и отличному юмору.
На сайте «Критиканство» картина получила 70 % одобрения на основе 11 рецензий, что является наивысшим результатом среди всех частей трилогии.
На агрегаторе оценок «Мегакритик» «Лёд 3» получил 6.8 из 10 на основе 6 рецензий. Некоторые публикации назвали третью часть франшизы — лучшей в серии.
Тем не менее, из минусов картины выделяют сюжет, который сильно напоминает повествование первой картины.

## Музыка
В фильме звучат нижеперечисленные песни, которые исполнили сами актёры
| Название                   | Первоначальный исполнитель     | Исполнитель в фильме                                     |
| -------------------------- | ------------------------------ | -------------------------------------------------------- |
| Крылатые качели            | Елена Шуенкова                 | Корниенко, Савранская                                    |
| Лететь                     | Антон Беляев                   |                                                          |
| Я свободен                 | Кипелов                        | Петров, Аронова                                          |
| Белая ночь                 | Форум                          | Савранская                                               |
| Хоккеисты                  | L’ONE feat. Nel                | L'ONE, Nel                                               |
| Скажи зачем                | t.A.T.u.                       | Савранская, Белозеров                                    |
| Никаких больше вечеринок   | Cream Soda                     | Аронова, Белозёров, Савранская                           |
| Любовь                     | Дельфин                        | Петров, Савранская                                       |
| Если в сердце живёт любовь | Юлия Савичева                  | Савранская, Петров, Аронова                              |
| Ветер перемен              | Павел Смеян и Татьяна Воронина | Корниенко, Петров, Тарасова, Аронова, Белозёров, Лавыгин |